# Centrum (Delfzijl)
Het centrum is het oudste gedeelte van Delfzijl in de Nederlandse gemeente Eemsdelta.

## Ligging
Het centrum grenst ten noorden en ten oosten aan de haven. Hier lagen het hoornwerk Kostverloren en de buurt Kroonstad. Er staat sinds 1972 het gemaal De Drie Delfzijlen. 
Ten westen ligt de gracht, een overblijfsel uit de tijd waarin Delfzijl een vestingstad was. Andere overblijfselen uit die tijd zijn de Grote Waterpoort uit 1833 in de dijk, de Kleine Waterpoort en de Munitiekamer. De Landpoort in het verlengde van de Landstraat bestaat niet meer. Verder blijkt uit de straatnamen de oorspronkelijke functie van dit gedeelte van Delfzijl. Zo zijn er straten met namen als Oude Schans, Nieuwe Schans, Bastionsstraat en Commandementsplein. Aan de noordkant van het centrum ligt de buurt De Vennen aan de haven..

## Bouwwerken
In het centrum aan het Molenbergplein ligt de korenmolen Adam. Andere bijzondere bouwwerken in het centrum zijn het voormalige Gemeentehuis uit 1899 aan de Oude Schans, het stationsgebouw uit 1884, de Nederlands-hervormde kerk uit 1830 aan het Molenbergplein, de voormalige synagoge uit 1888 en het voormalige schoolgebouw van rond 1900 aan de Binnensingel.
In het centrum staat ook de Sint-Jozefkerk, een neogotische katholieke kerk gebouwd in 1924. Juist buiten het centrum, in de Eemsmonding ligt het Eemshotel. In de directe nabijheid bevinden zich het strand van Delfzijl, het Muzeeaquarium Delfzijl, waar het in de jaren 1980 ontdekte hunebed G5 tentoongesteld is, en het kantoor van het havenschap Groningen Seaports. In het centrum, aan de monding van het Damsterdiep, staat ook het oudste café van Delfzijl, Café Stad en Lande.
De Munitiekamer uit 1591, kantoor van de rederij Wagenborg, is een van de zeer weinige die nog bestaan van voor of tijdens de Franse tijd in Nederland.. Dit komt onder andere doordat het centrum zwaar te lijden heeft gehad van beschietingen tijdens het beleg van Delfzijl aan het einde van de Franse tijd, en tijdens de slag om Delfzijl tijdens de Tweede Wereldoorlog. Zo brandde de vuurtoren van Delfzijl (1888) af in 1940. De vervangende vuurtoren van Delfzijl (1949) is in 1982 gesloopt.

## Galerij

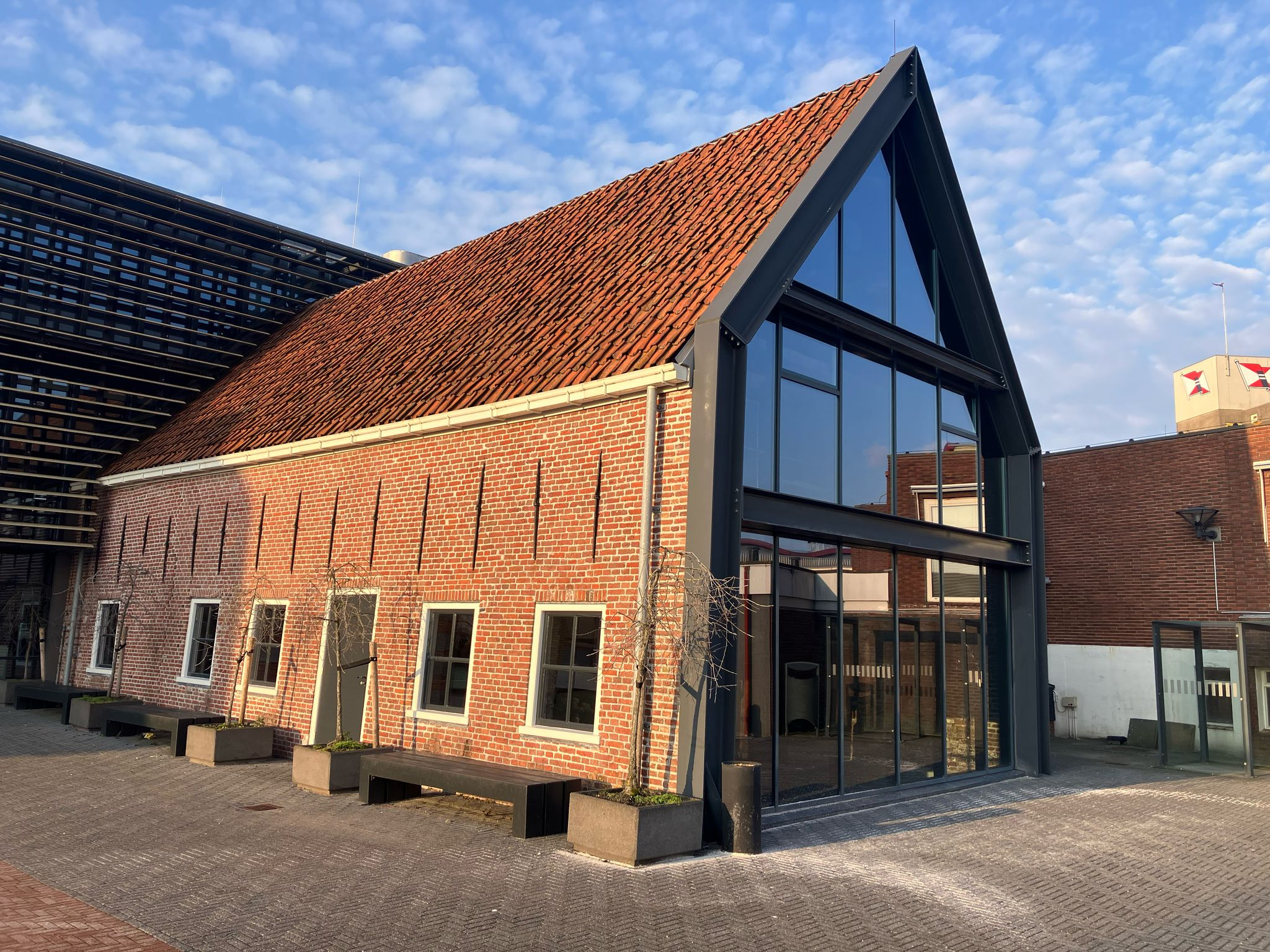
Munitiekamer uit 1591
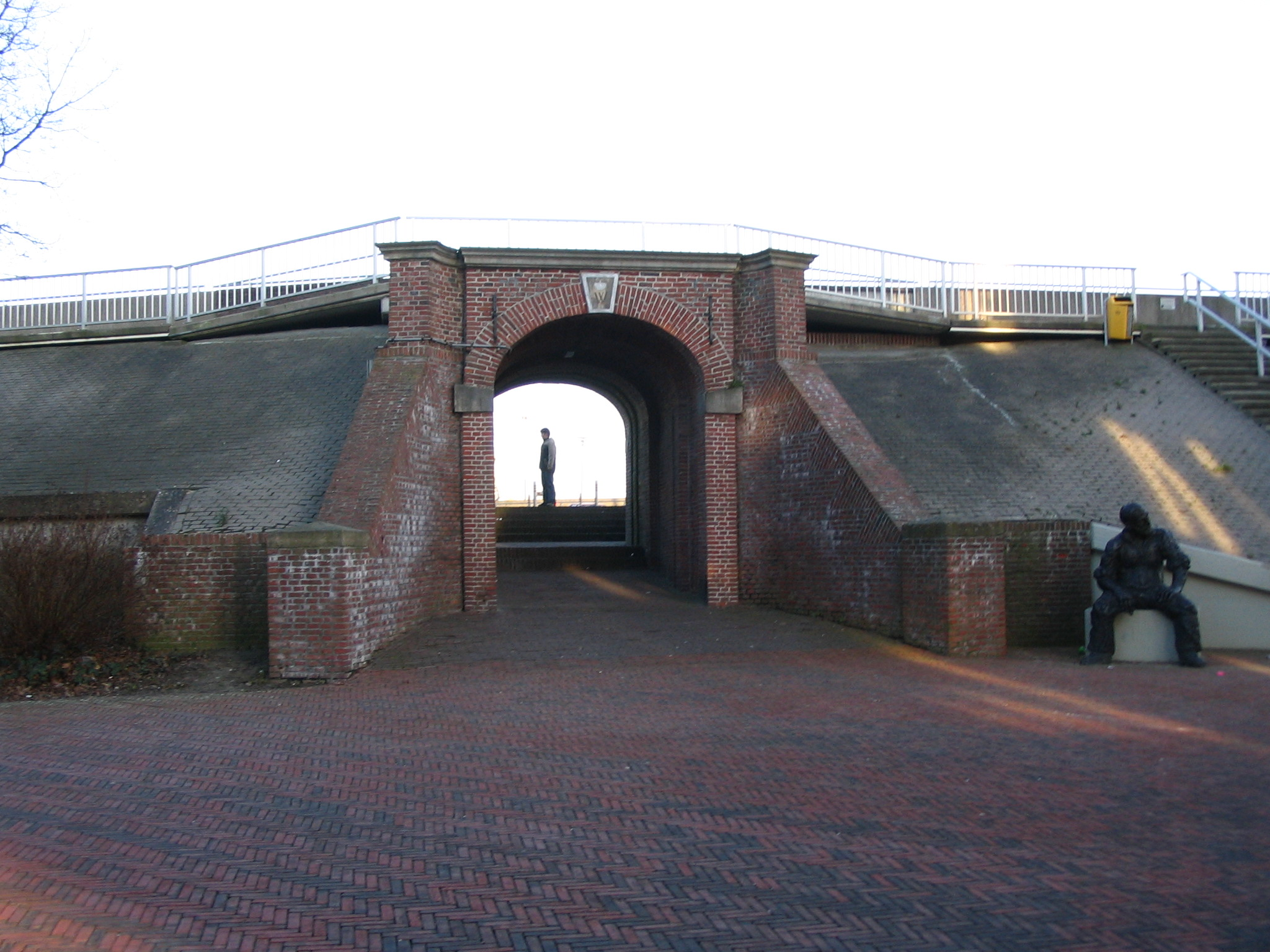
De Grote waterpoort
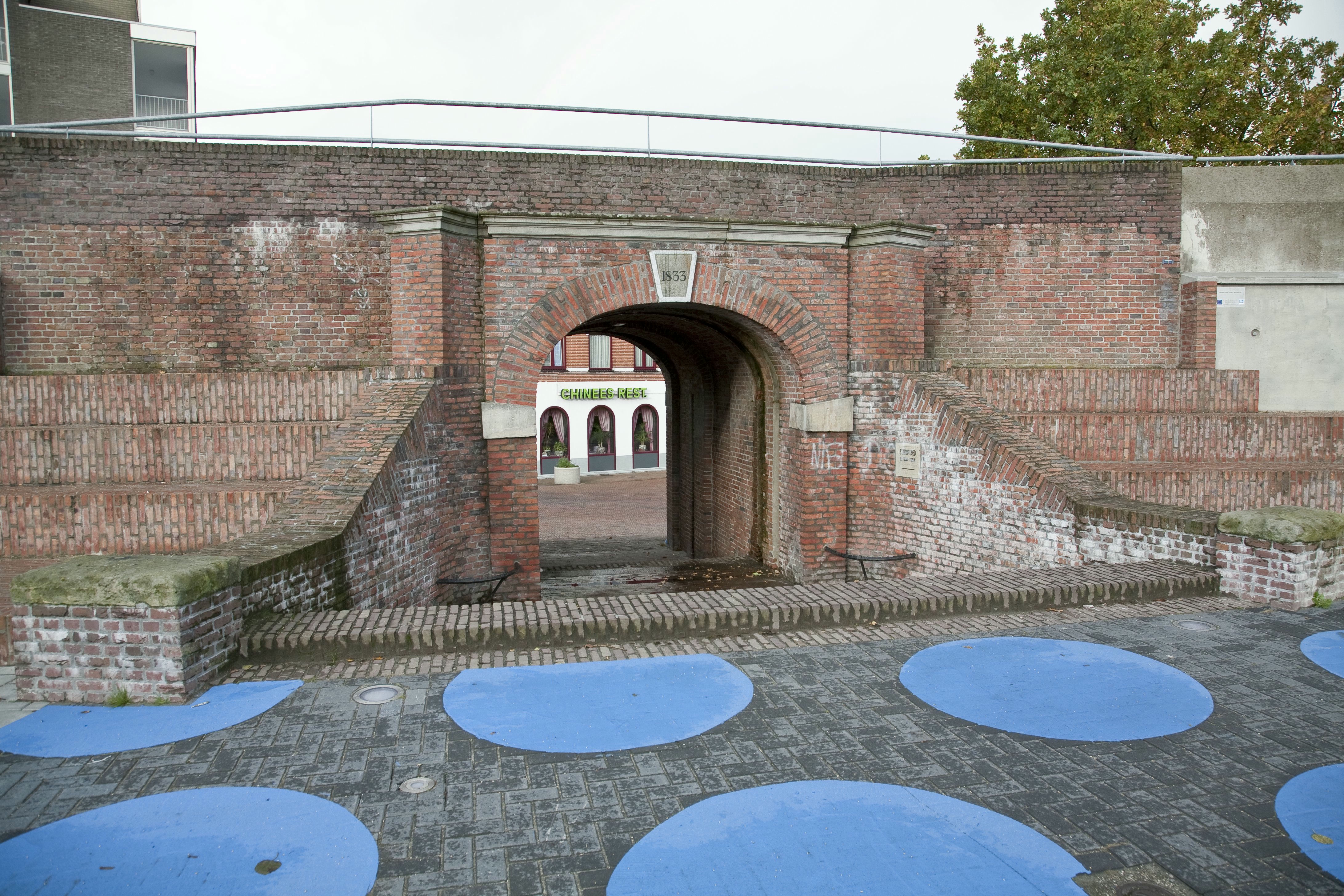
Restant van vestingmuur met waterpoort uit 1833
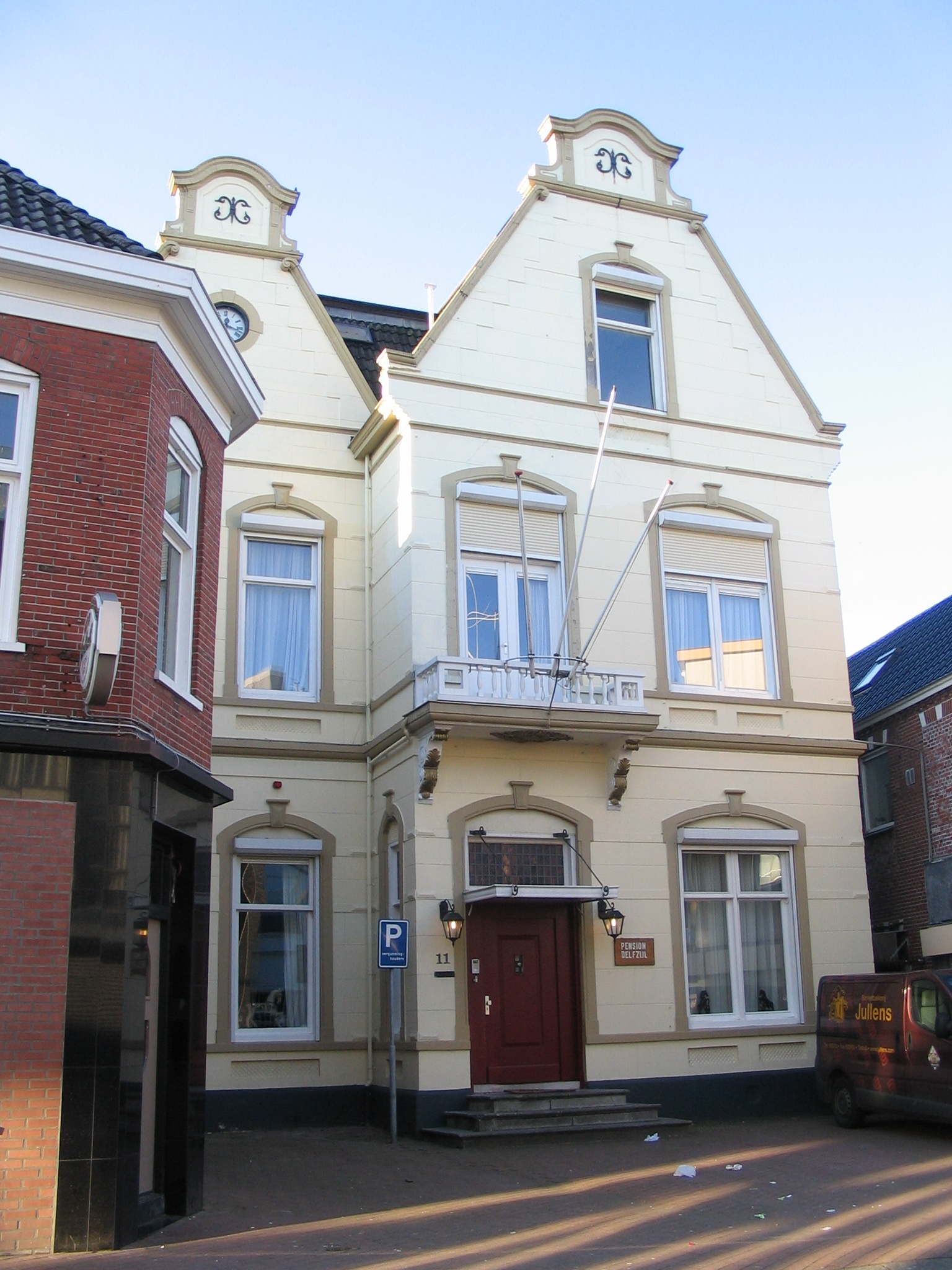
Voormalig Gemeentehuis uit 1899, Oude Schans
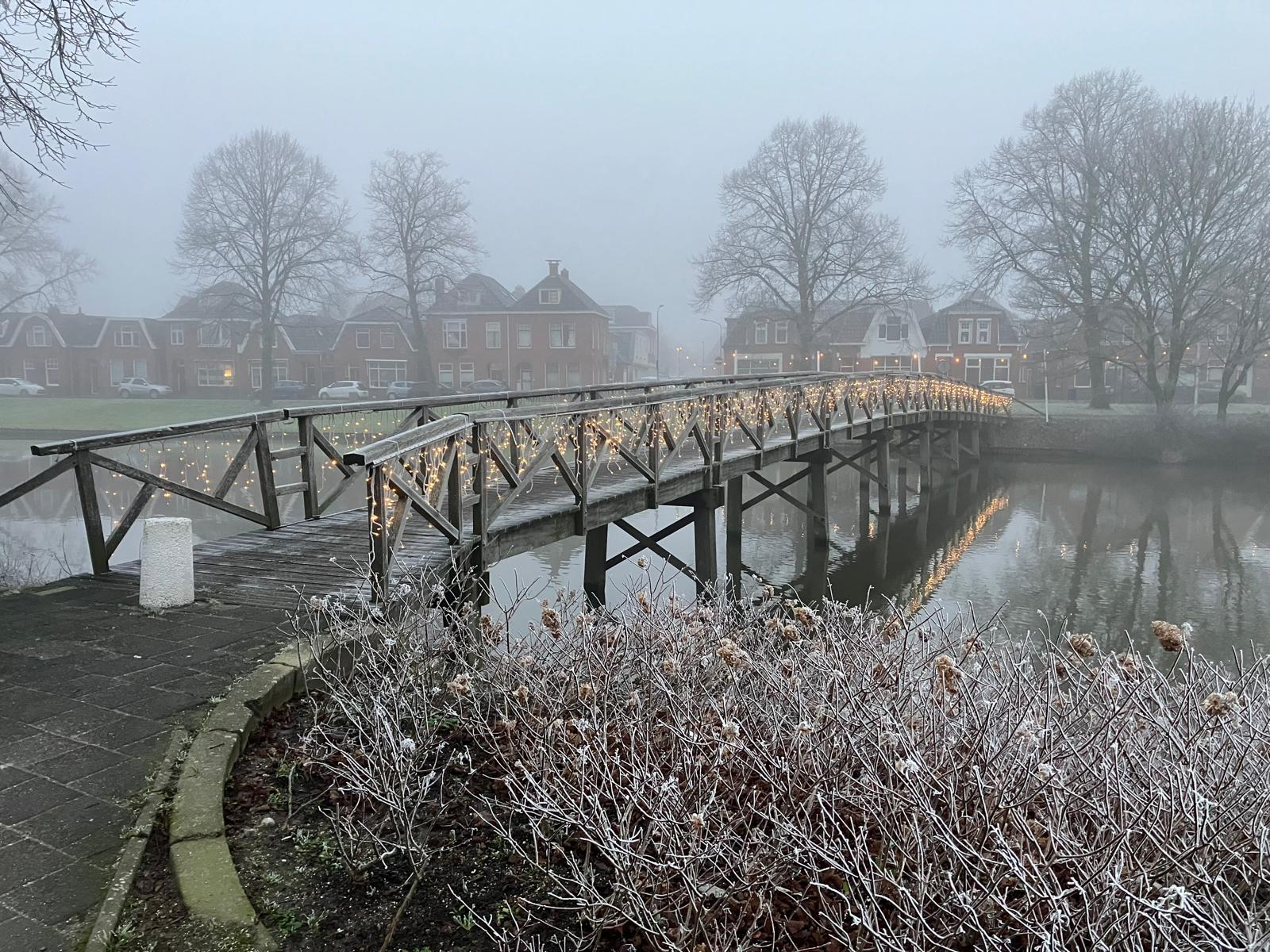
Bruggetje over de stadsgracht
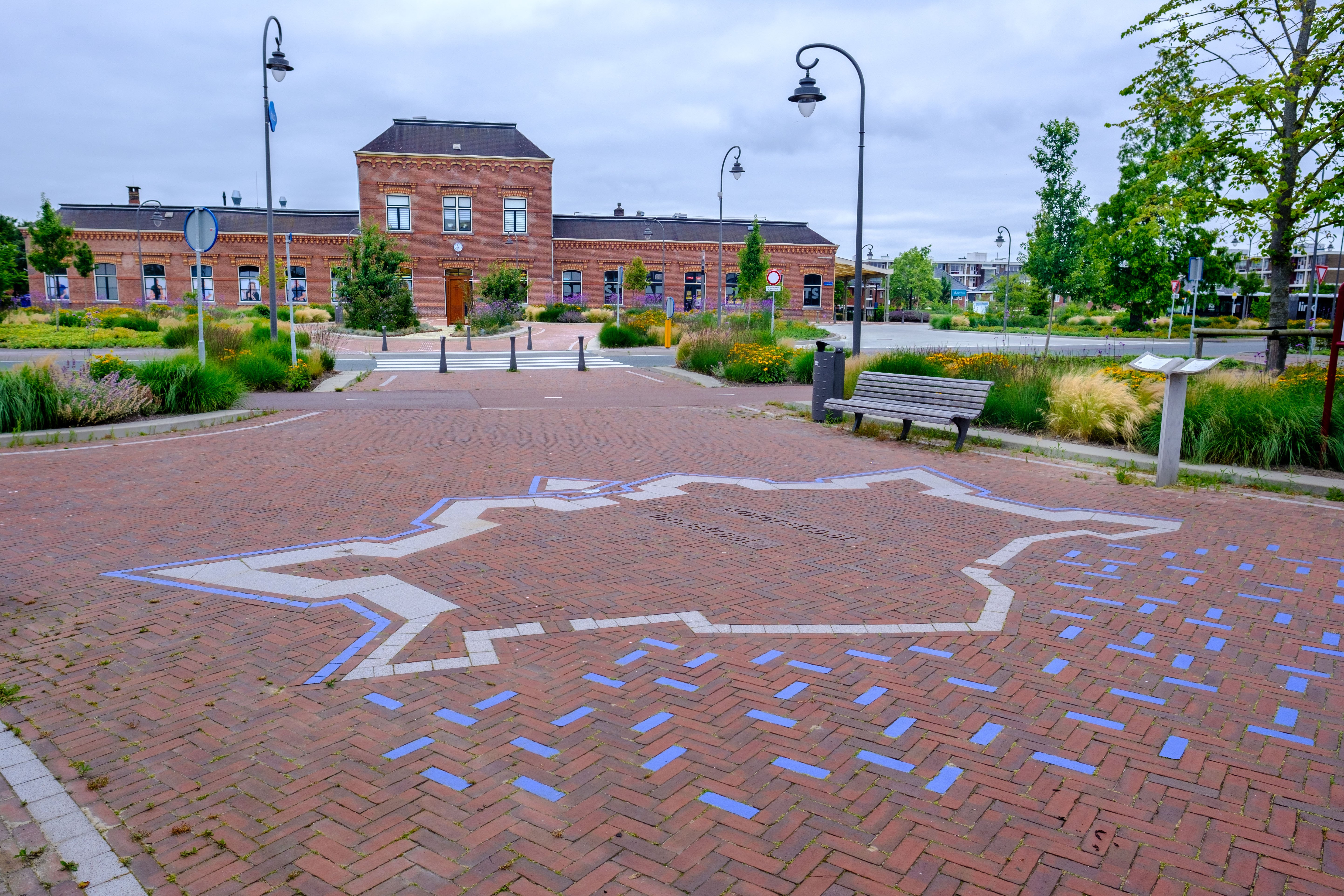
Station Delfzijl met de contouren van de vroegere vesting in de bestrating
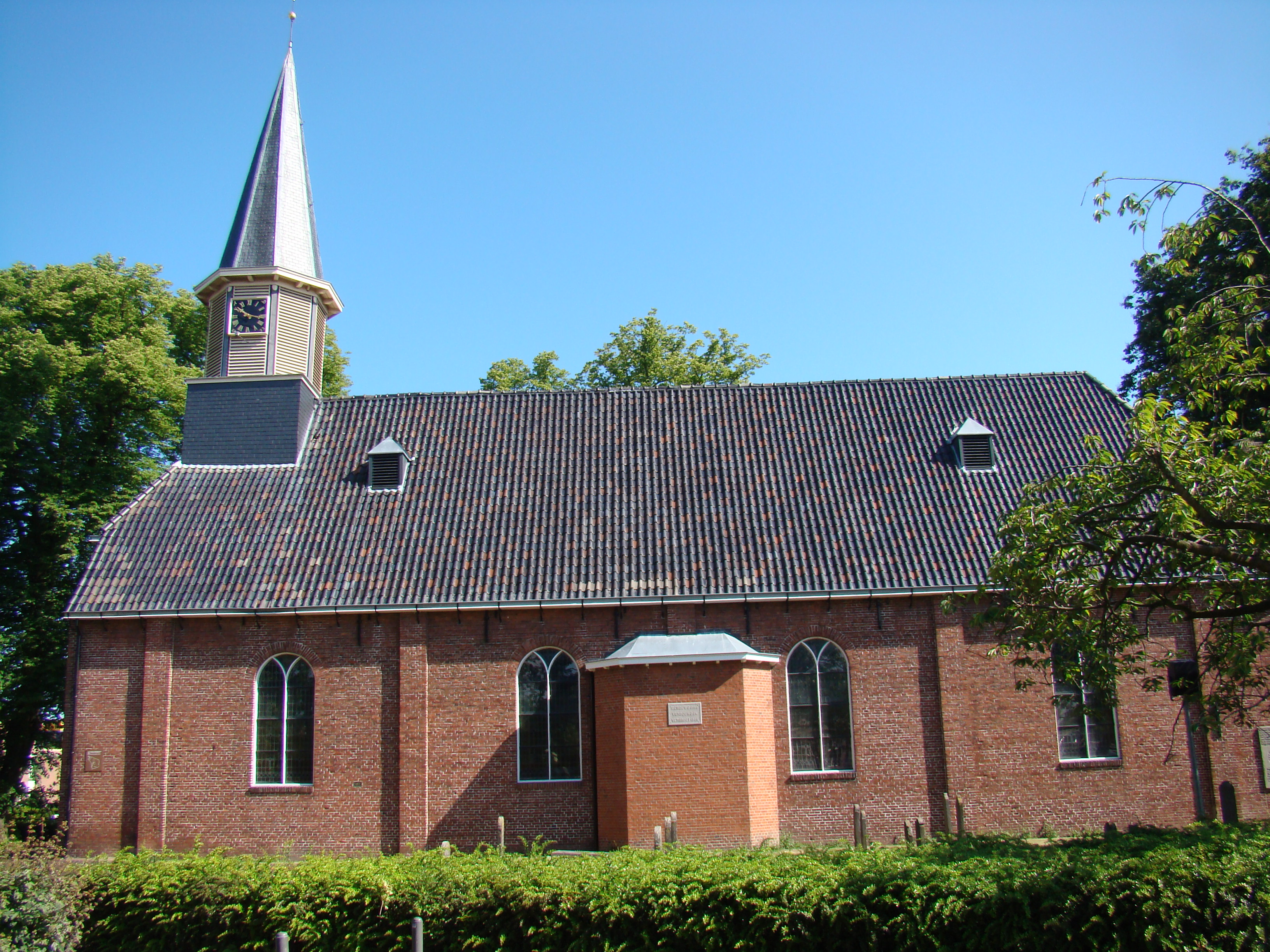
Centrum kerk
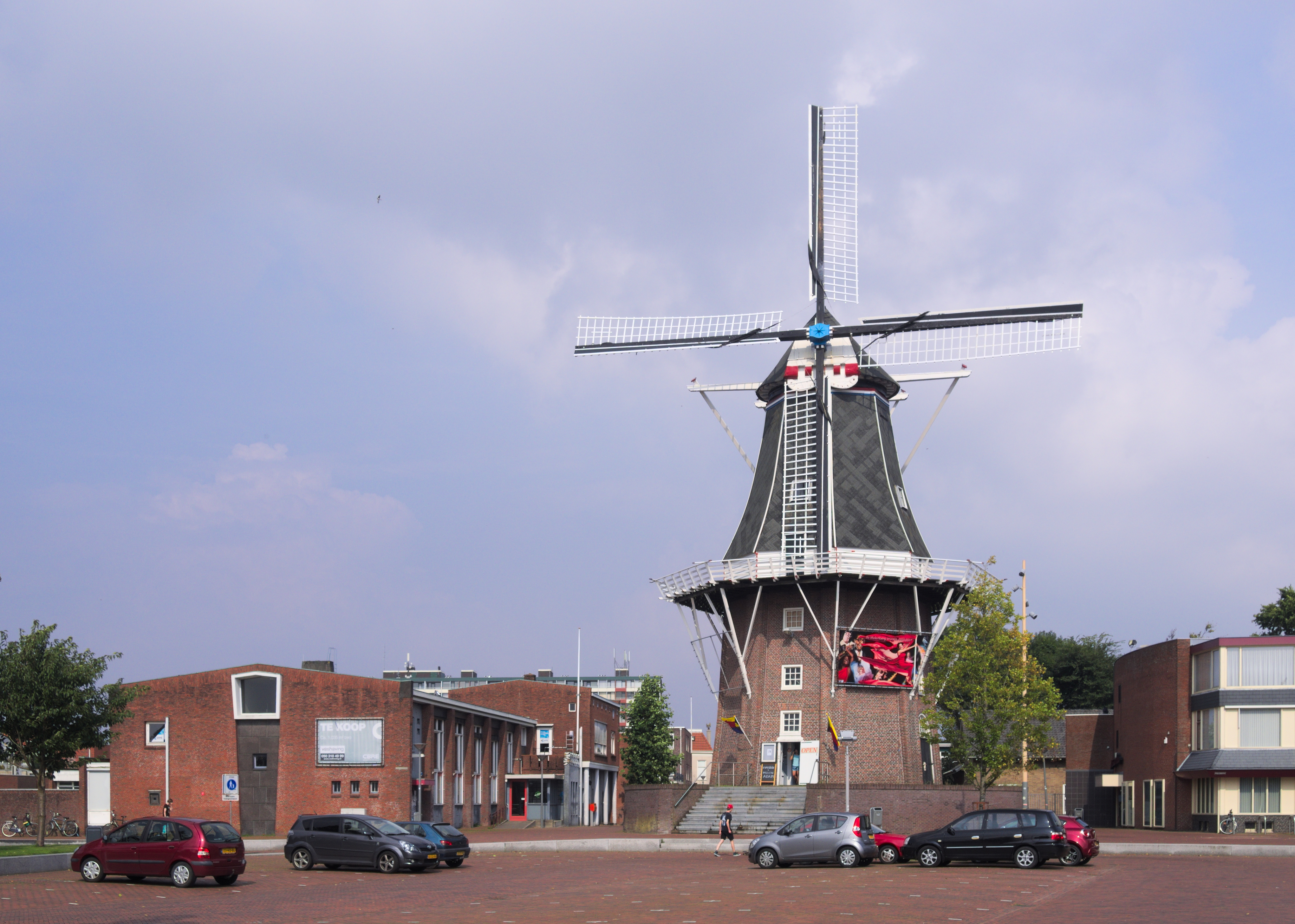
Korenmolen Adam, Molenbergplein
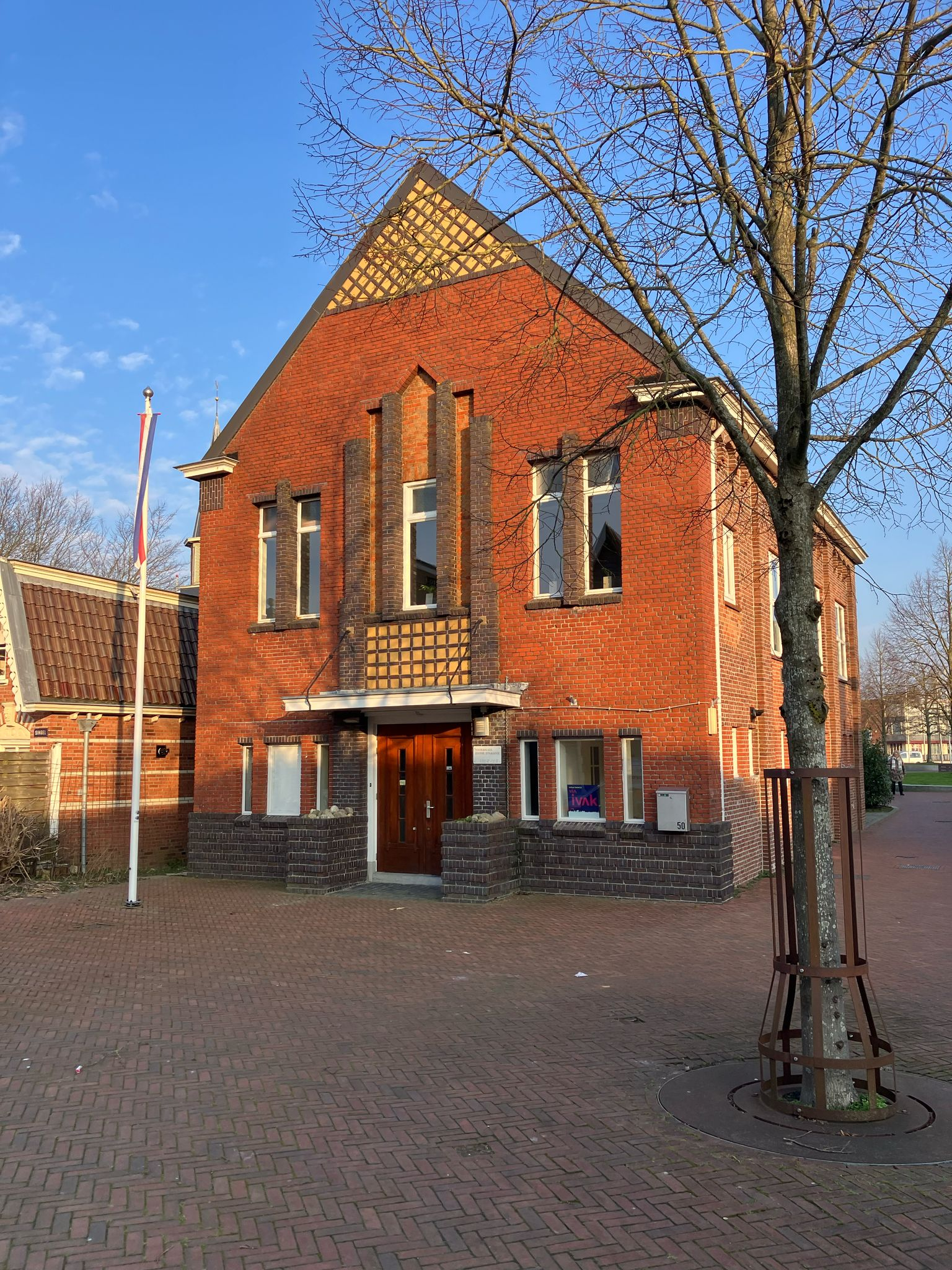
De voormalige synagoge, Singel
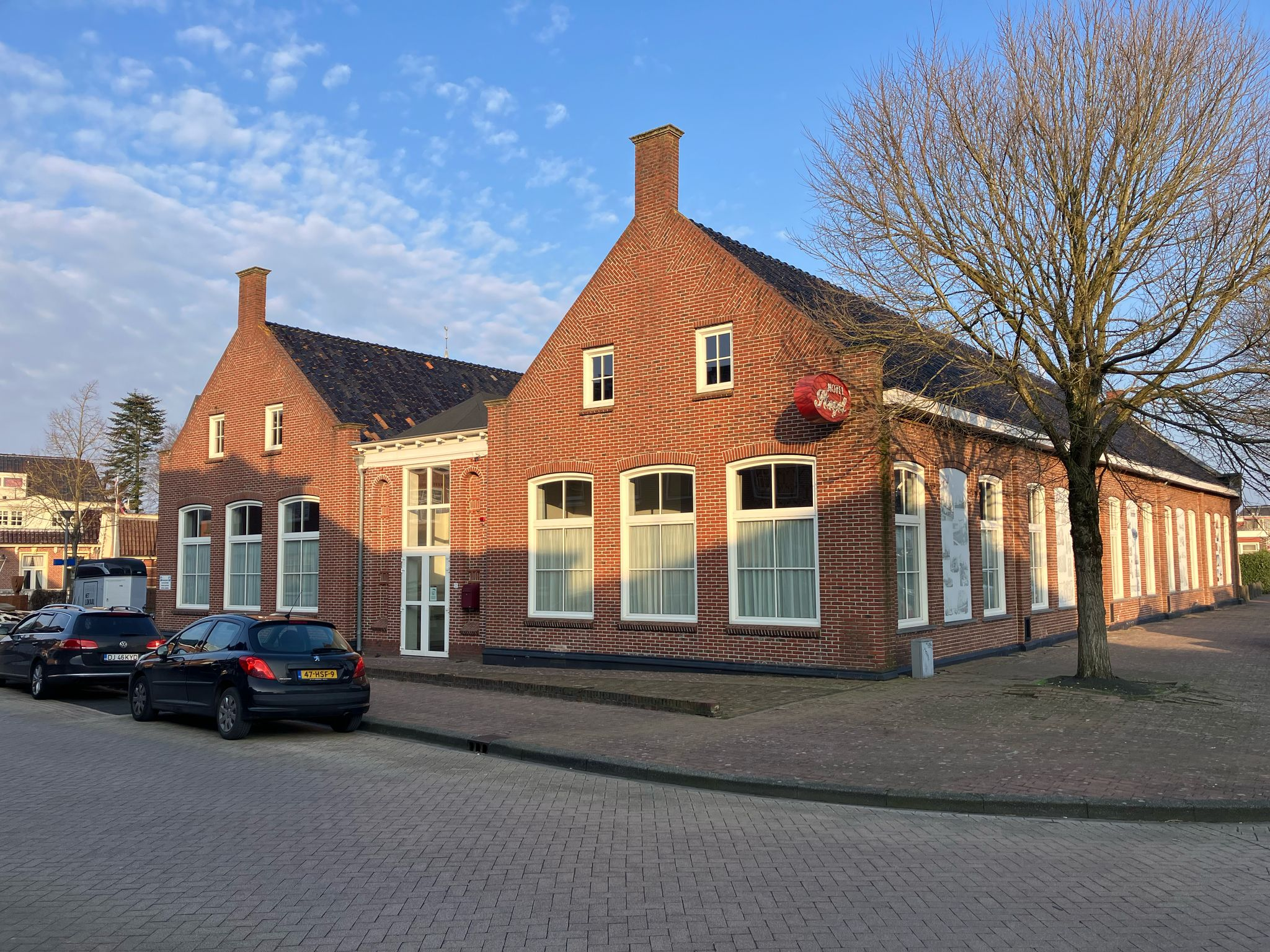
Voormalige school uit ca. 1900, Singel
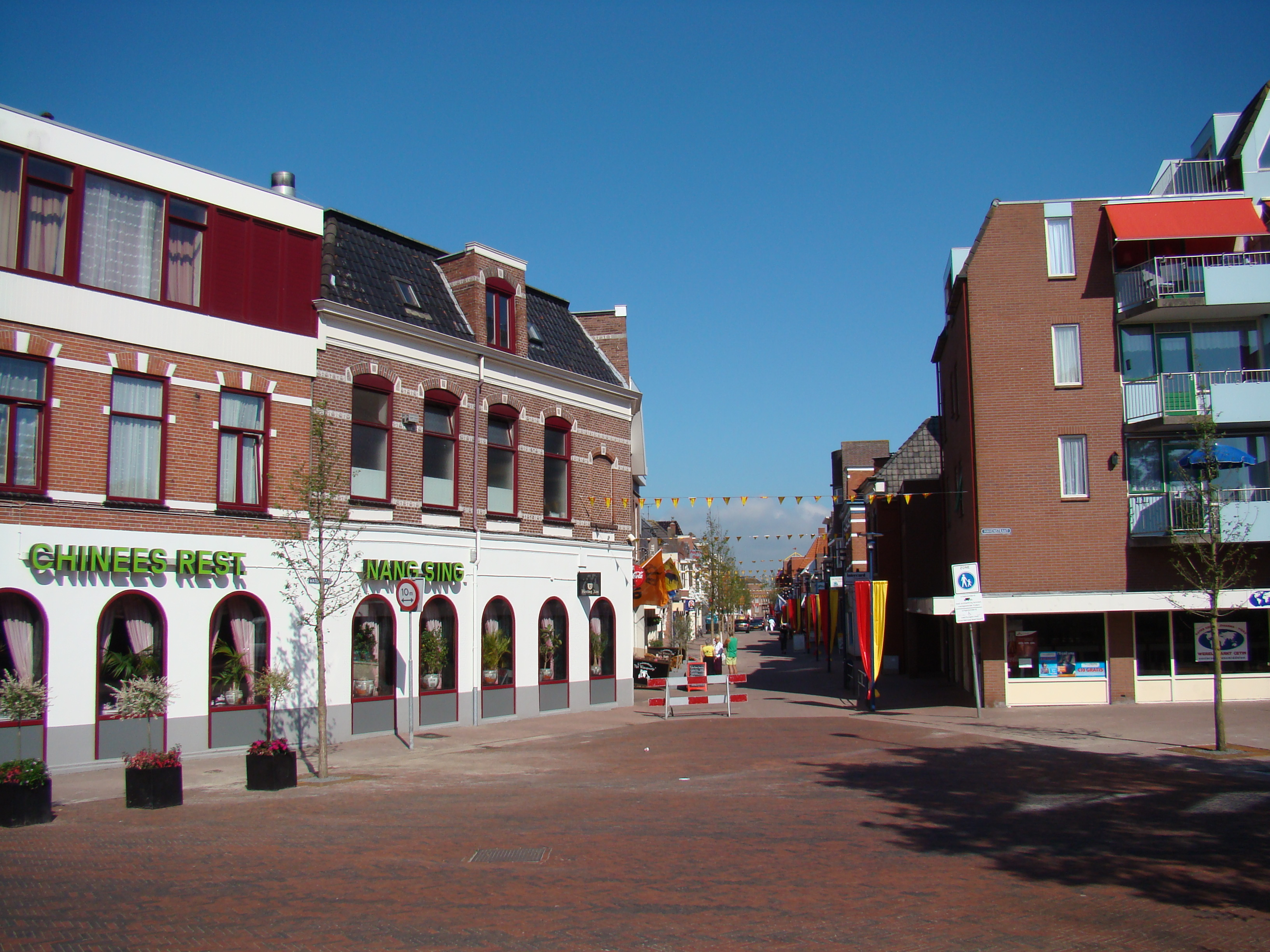
Gezicht op de Waterstraat
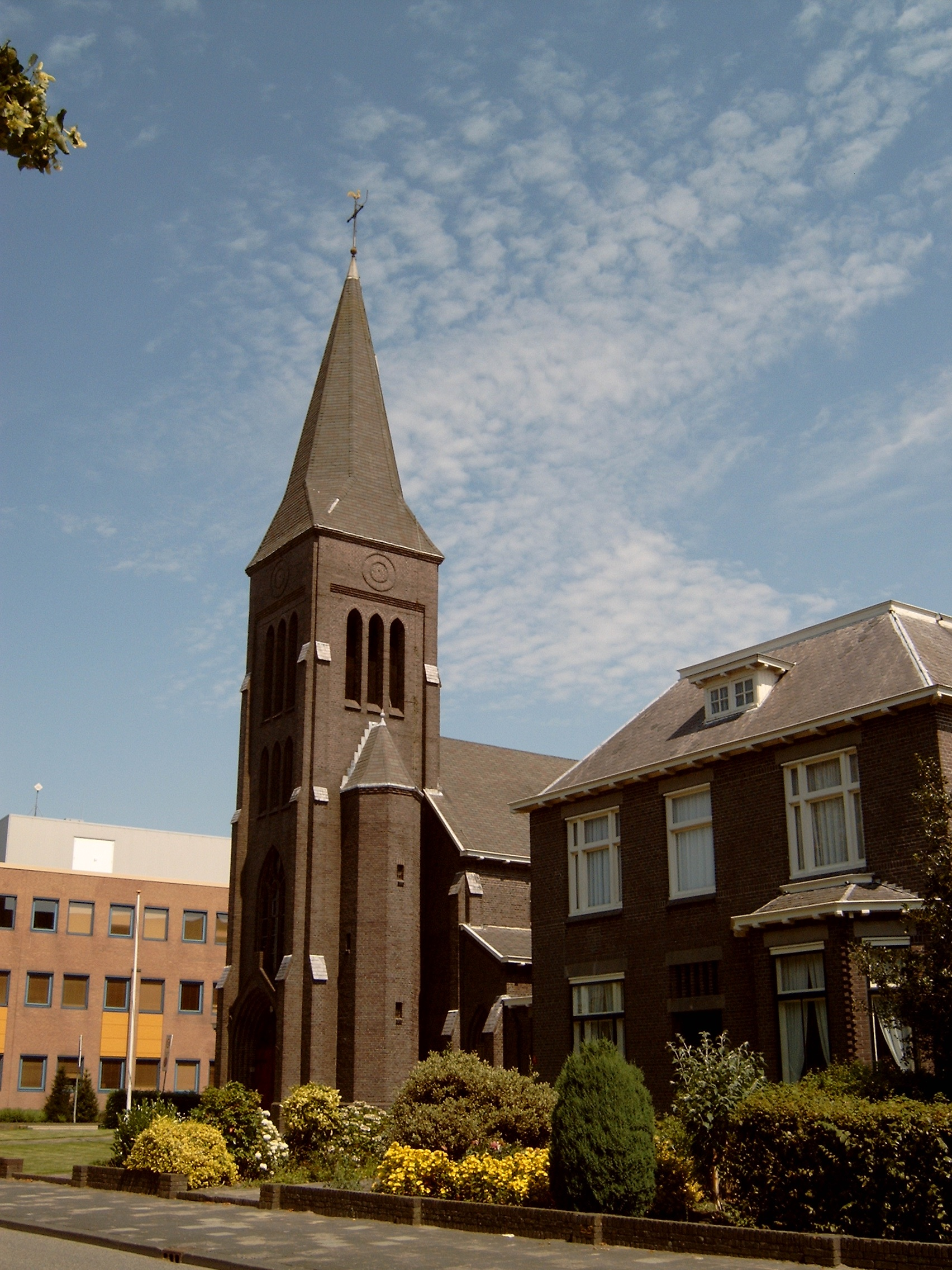
Sint-Jozefkerk, Buitensingel
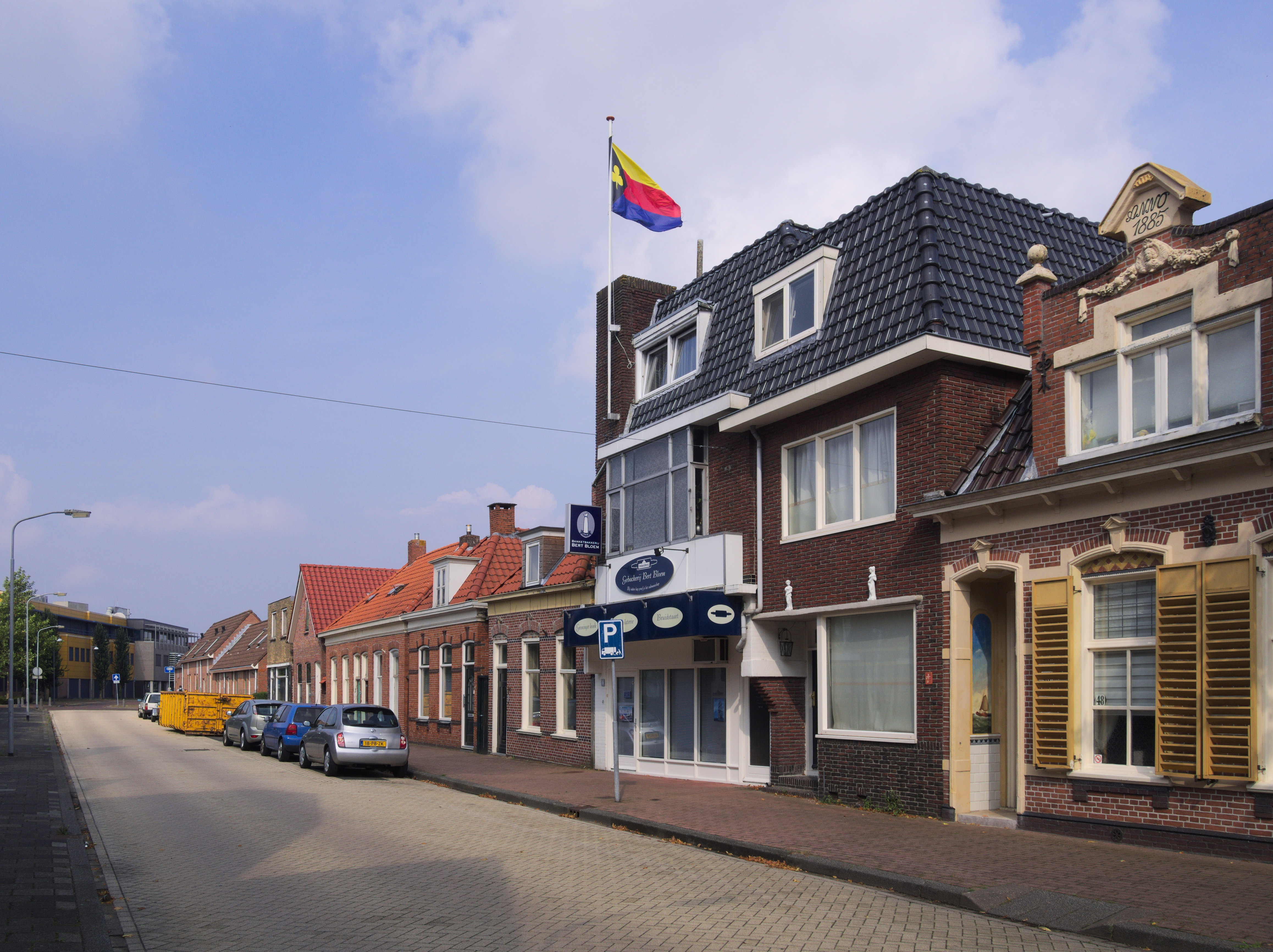
Binnensingel
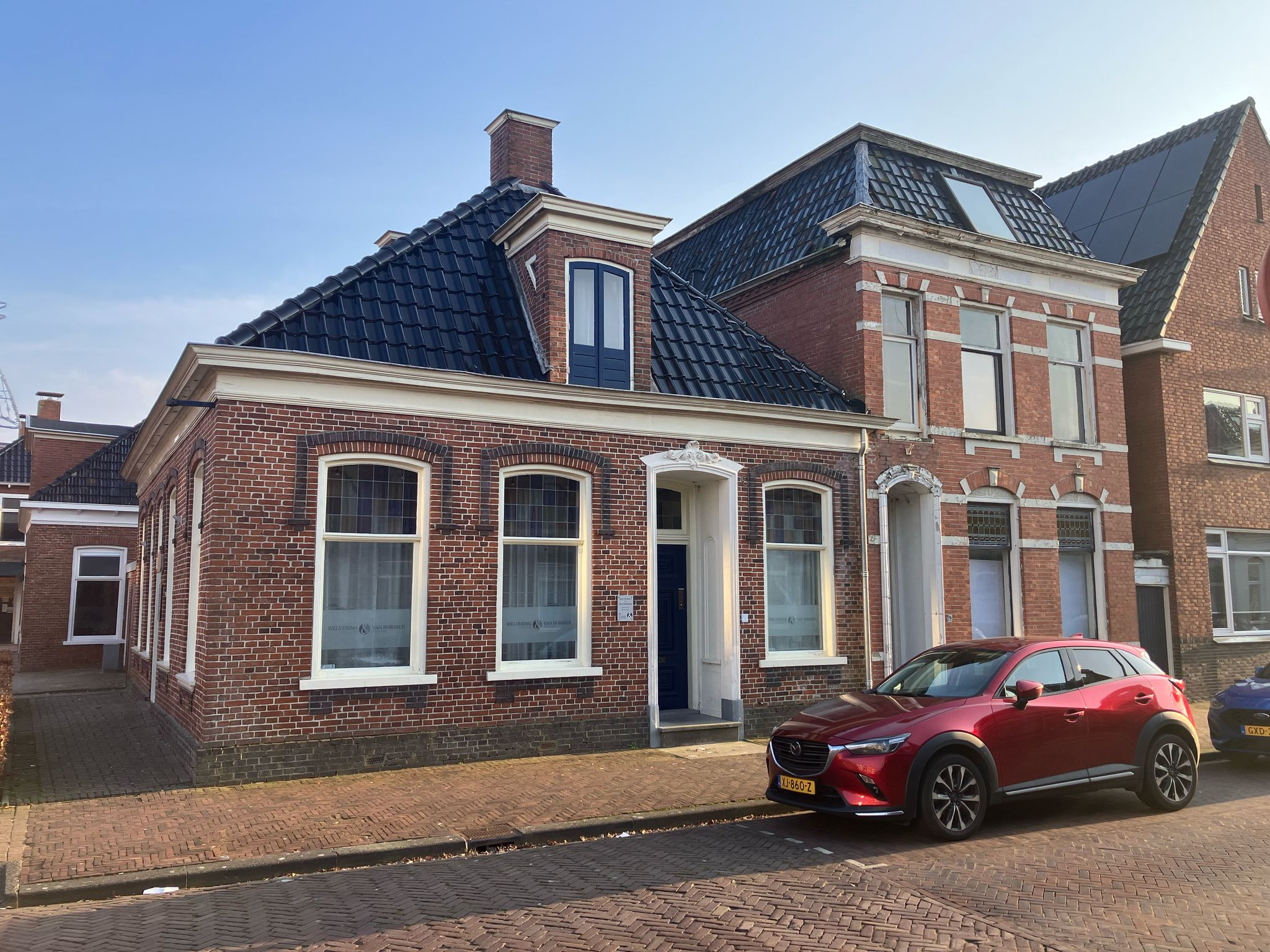
Binnensingel
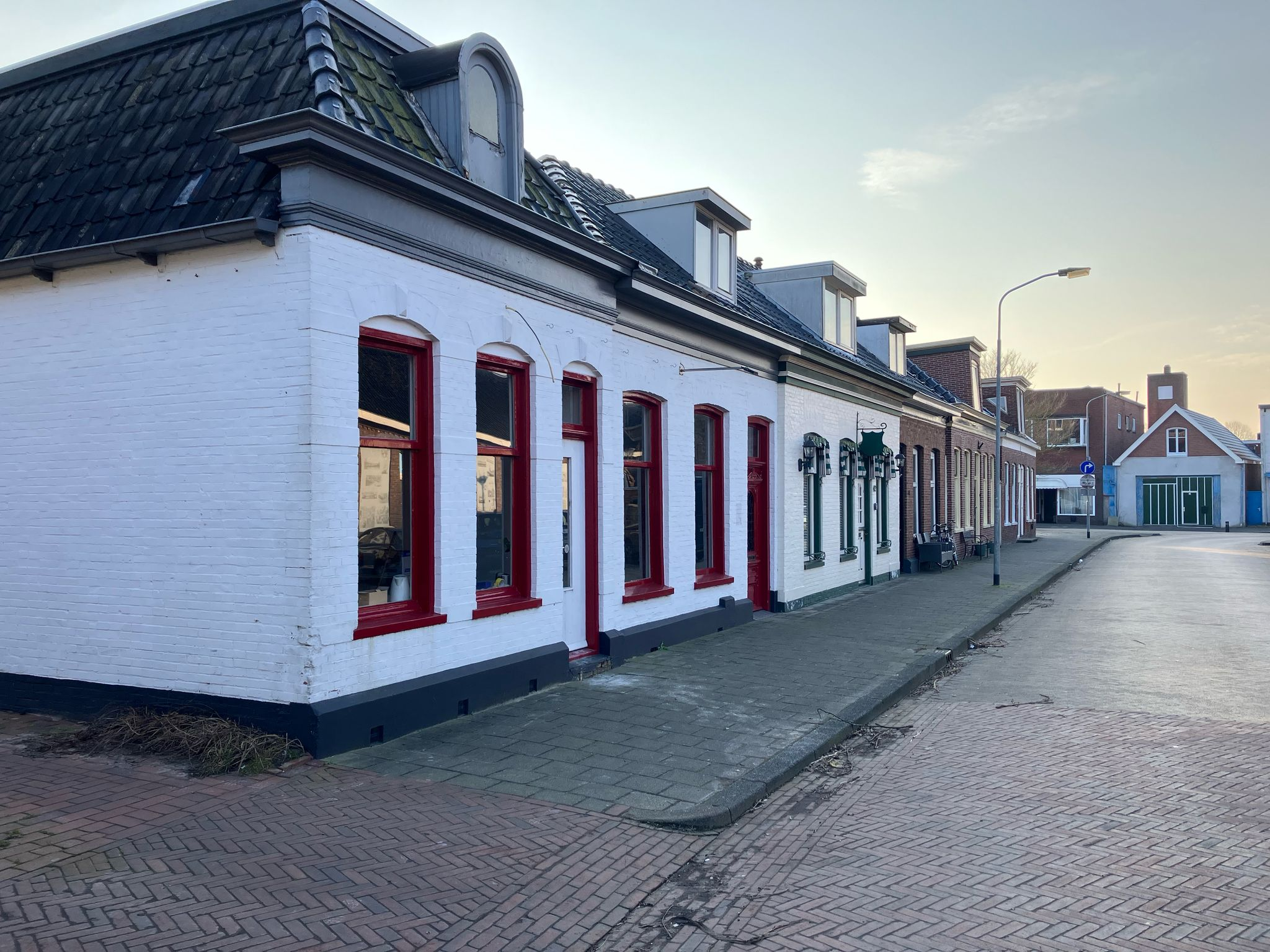
Huizen aan de Schoolstraat
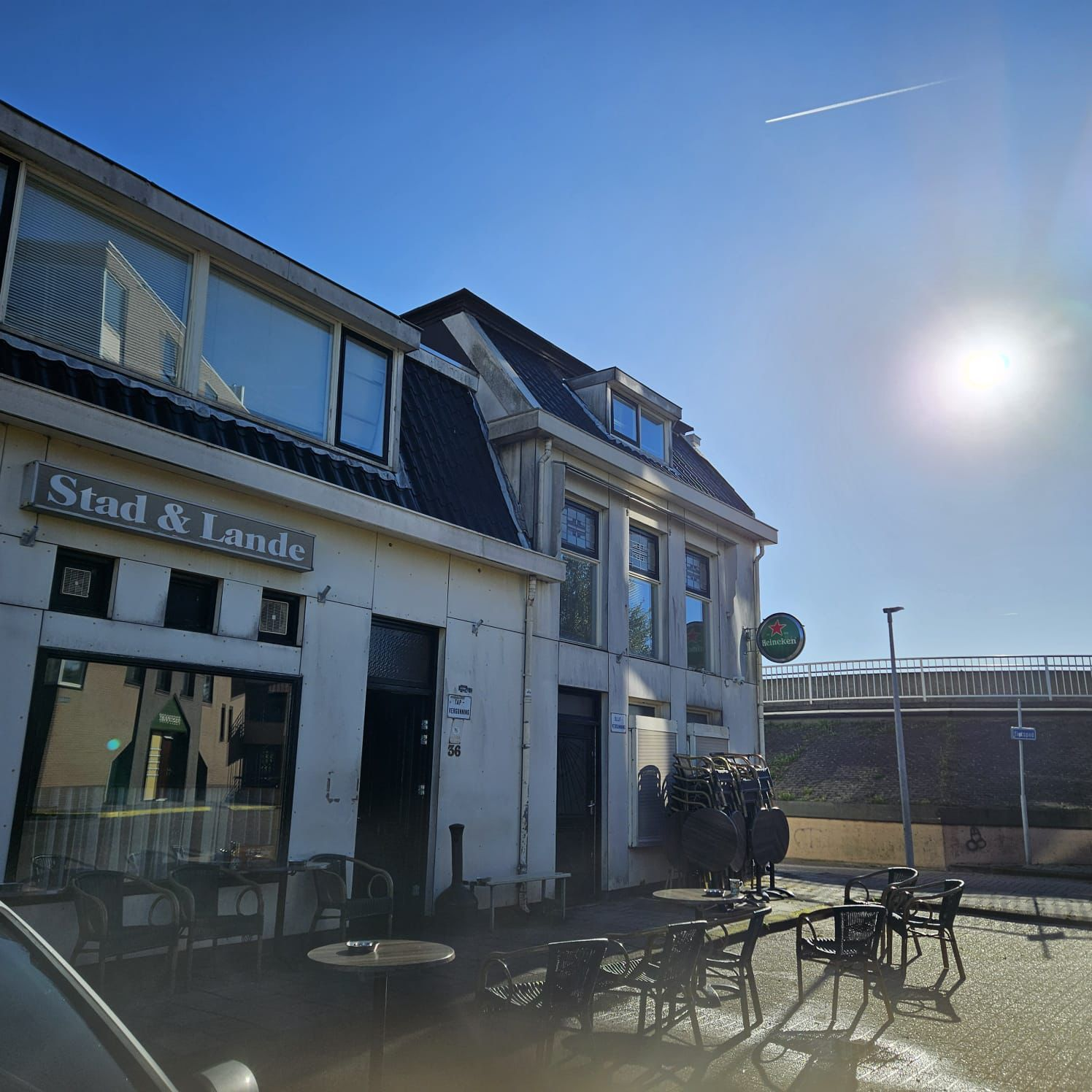
Café Stad en Lande, Oude Schans.
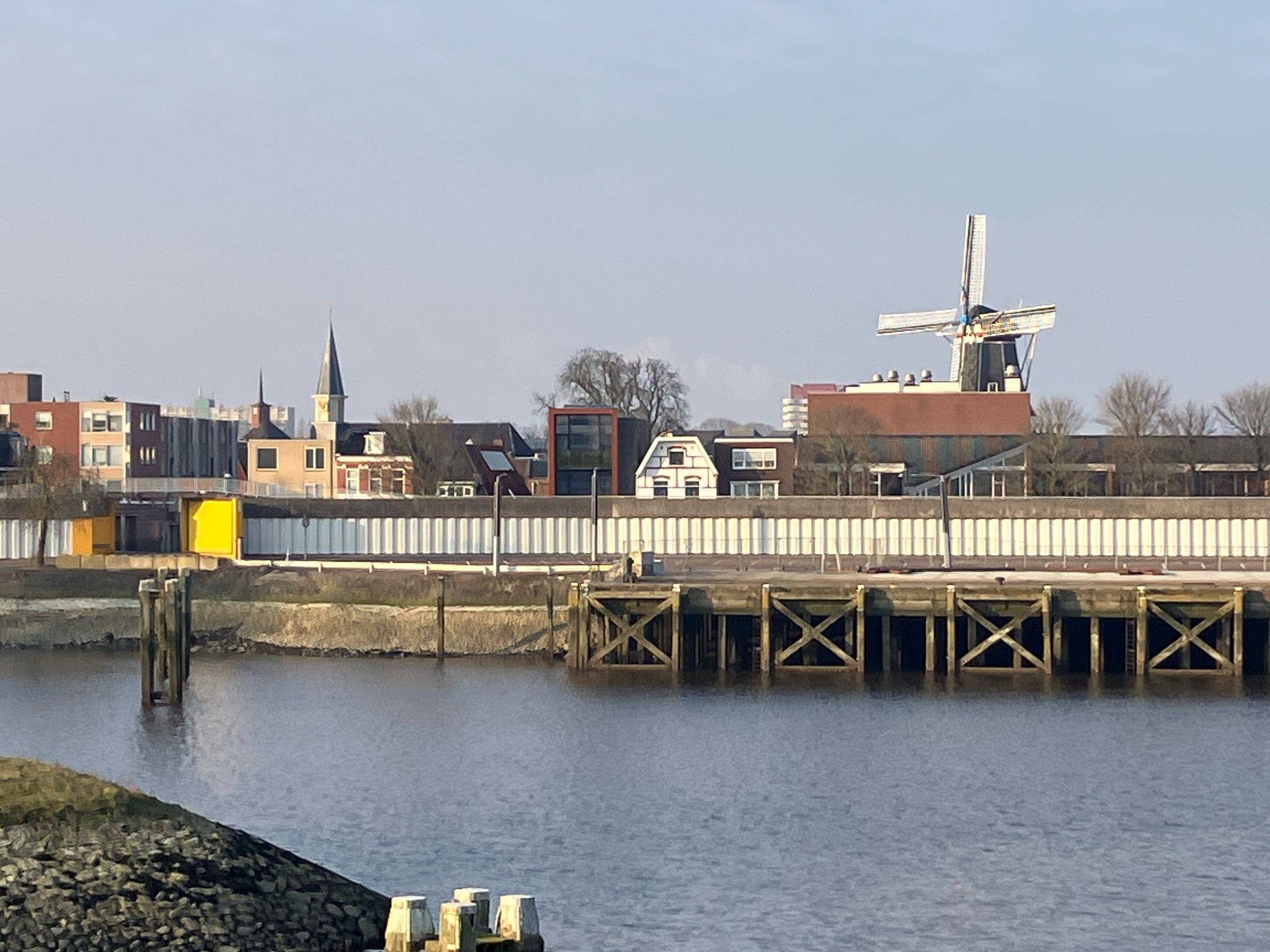
Gezicht op de stad Delfzijl vanaf Kostverloren

## Monumenten, gedenktekens en kunst
Nabij het gemeentehuis ligt het Oorlogsmonument_Delfzijl. In het centrum staan liggen nog enkele kunstwerken zie hiervoor: lijst van beelden in Delfzijl en lijst van oorlogsmonumenten in Delfzijl.